# Quyền LGBT ở Quần đảo Bắc Mariana
Quyền đồng tính nữ, đồng tính nam, song tính và chuyển giới ở Quần đảo Bắc Mariana là lãnh thổ chưa hợp nhất của Hoa Kỳ đã phát triển đáng kể trong những năm gần đây. Hôn nhân đồng giới và nhận con nuôi đã trở thành hợp pháp với Tòa án tối cao phán quyết trong trường hợp Obergefell v. Hodges vào tháng 6 năm 2015. Tuy nhiên, lãnh thổ Hoa Kỳ không cấm phân biệt đối xử dựa trên khuynh hướng tình dục và bản dạng giới, ngoại trừ liên quan đến nhân viên chính phủ. Thay đổi giới tính là hợp pháp tại Quần đảo Bắc Mariana, miễn là người nộp đơn đã trải qua chuyển đổi giới tính.

## Bảng tóm tắt
| Hoạt động tình dục đồng giới hợp pháp                                                                                       | (Từ năm 1983)                                  |
| Độ tuổi đồng ý | Yes                                            |
| Luật chống phân biệt đối xử chỉ trong việc làm                                                                              | / (Dành cho nhân viên chính phủ)               |
| Luật chống phân biệt đối xử trong việc cung cấp hàng hóa và dịch vụ                                                         | No                                             |
| Luật chống phân biệt đối xử trong tất cả các lĩnh vực khác (Bao gồm phân biệt đối xử gián tiếp, ngôn từ kích động thù địch) | No                                             |
| Luật chống bắt nạt bao gồm xu hướng tính dục và bản dạng giới                                                               | Yes                                            |
| Hôn nhân đồng giới | (Từ năm 2015)                                  |
| Công nhận các cặp đồng giới                                                                                                 | (Từ năm 2015)                                  |
| Con nuôi của các cặp vợ chồng đồng giới                                                                                     | (Từ năm 2015)                                  |
| Con nuôi chung của các cặp đồng giới                                                                                        | (Từ năm 2015)                                  |
| Người đồng tính nam, đồng tính nữ và song tính được phép phục vụ công khai trong quân đội                                   | (Từ năm 2011)                                  |
| Người chuyển giới được phép phục vụ công khai trong quân đội                                                                | (Từ năm 2018)                                  |
| Quyền thay đổi giới tính hợp pháp                                                                                           | (Từ năm 2007)                                  |
| Truy cập IVF cho đồng tính nữ                                                                                               |                                                |
| Liệu pháp chuyển đổi bị cấm ở trẻ vị thành niên                                                                             | No                                             |
| NQHN được phép hiến máu | / (Kể từ năm 2015, thời gian trì hoãn một năm) |